# Municipio de Sibley (Dakota del Norte)
El municipio de Sibley (en inglés: Sibley Township) es un municipio ubicado en el condado de Kidder en el estado estadounidense de Dakota del Norte. En el año 2010 tenía una población de 77 habitantes y una densidad poblacional de 0,83 personas por km².

## Geografía
El municipio de Sibley se encuentra ubicado en las coordenadas 46°50′46″N 99°45′33″O / 46.84611, -99.75917. Según la Oficina del Censo de los Estados Unidos, el municipio tiene una superficie total de 92.36 km², de la cual 81,95 km² corresponden a tierra firme y (11,26 %) 10,4 km² es agua.

## Demografía
Según el censo de 2010, había 77 personas residiendo en el municipio de Sibley. La densidad de población era de 0,83 hab./km². De los 77 habitantes, el municipio de Sibley estaba compuesto por el 94,81 % blancos, el 1,3 % eran asiáticos y el 3,9 % eran de una mezcla de razas. Del total de la población el 0 % eran hispanos o latinos de cualquier raza.